# 八幡浜市立大島中学校
八幡浜市立大島中学校（やわたはましりつおおしまちゅうがっこう）は愛媛県八幡浜市の離島、大島に位置する公立中学校。少子化に伴い、2009年3月をもって、同じく島内唯一の小学校である八幡浜市立大島小学校とともに閉校した。

## 概要
八幡浜市の西部、宇和海に浮かぶ離島、大島にある小規模校。昭和37年のピーク時には生徒数107名を数えたが、その後は過疎化・少子化に伴い、生徒数は減少し、最後の生徒数は2名。2009年3月をもって閉校となった。最終年度の生徒数2名、学級数2、職員数5名（学校長は兼任）。

## 沿革
- 1947年（昭和22年）- 開校
- 1962年（昭和37年） - 生徒数107名とピークを数える
- 2009年（平成21年）3月25日 - 閉校記念式典。敷地内に閉校記念碑設置。